# Josef von Ferenczy
Josef von Ferenczy, oft nur Josef Ferenczy (* 4. April 1919 als József Ferenczi in Kecskemét, Ungarn; † 29. Mai 2011 in Grünwald) war ein deutsch-ungarischer Medienmanager, Verleger und Filmproduzent.
Er war Außerordentlicher Botschafter der Republik Ungarn, ehemaliger Oberstleutnant der Reserve und Ehren-Brigadegeneral der ungarischen Armee. Die Tätigkeit der Ferenczy Media Holding AG prägte die Medienentwicklung im deutschsprachigen Raum. Von Ferenczy galt als der erste Medienmanager in der Geschichte des deutschsprachigen Raums.

## Leben
Nachdem von Ferenczys Vater ihn, seine etwas ältere Schwester Lenke und seine Mutter Jolan verlassen hatte, verarmte die Familie. Durch den Verkauf von Leitungswasser in dem einzigen Kino des Ortes und das Packen von Obstkisten trug von Ferenczy in Folge zum Lebensunterhalt bei. Mit 19 Jahren gründete Ferenczy in Budapest ein „Reklamebüro“.
1944 wurde von Ferenczy aufgrund seines Widerstandes gegen die Nationalsozialisten interniert. 1946 wurde er Staatssekretär im ungarischen Verteidigungsministerium. 1948 verhaftete ihn die ungarische politische Polizei, nachdem er einem Regimegegner einen Pass verschafft hatte. Nach der kommunistischen Machtübernahme kam Ferenczy 1951 mittellos über Wien nach München. Nach einem Scheitern als Orangenimporteur wandte er sich dem Filmhandel zu, einem seiner 17 anderen Unternehmen. Als Filmproduzent (z. B. „Fußball-Weltmeisterschaft 1954“, „Spion Simpel“ und „Max Schmeling“) und im Bereich Public Relations entwickelte sich sein neues Aufgabenfeld. Die Produktion über den fußballerischen Sieg seiner Wahlheimat über sein Herkunftsland 1954 wurde sein erster großer kommerzieller Erfolg.
In den 1950er Jahren spezialisierte sich Ferenczy darauf, Texte in deutschen Medien zu platzieren. Im Laufe der Jahre war er für mehr als 130 Autoren tätig. Er kooperierte unter anderem mit Revue, Quick, Bunte und Stern. Helmut Markwort, Franz Josef Wagner und Patricia Riekel arbeiteten zunächst als Ferenczy-Autoren. Ferenczy entdeckte Heinz G. Konsalik, den er mit der 40 Folgen umfassenden Serie „Wieder aufgerollt: Der Nürnberger Prozess“ in der „Münchner Illustrierten“ (der späteren „Bunten“) beauftragte. Zudem beauftragte er ihn mit dem Buch „Der Arzt von Stalingrad“, das als Vorlage für einen der erfolgreichsten Nachkriegsfilme diente. Er förderte Oswalt Kolle am Anfang seiner Karriere.
PR-seitig betreute er unter anderem den Vorstandsvorsitzenden der deutschen BP Hellmuth Buddenberg und die Geschäftsleitung der AEG. Neben seiner Tätigkeit für Unternehmen beriet er Politiker unterschiedlichster Parteien, unter ihnen Hans-Dietrich Genscher, Theo Waigel, Peter Glotz, Willy Brandt und Helmut Haussmann. Er war mit Jassir Arafat und Ephraim Kishon befreundet. Der Spiegel bezeichnete Ferenczy als Erfinder „atmosphärischer PR“ und beschrieb ihn als „Verknüpfungskünstler im Nebel zwischen Wirtschaft und Politik, Show und Medien, der sein Menjoubärtchen mit der gleichen Nonchalance trägt wie die ‚28 Auszeichnungen von aus dä ganzä Wäält‘, wie er in seinem sorgsam kultivierten Puszta-Dialekt nun trotzig bemerkt.“ Folgt man dem Magazin, so gilt Ferenczy dem Rest der Welt „wahlweise als Verknüpfungskünstler und Traumfabrikant“, „Doyen der Macht“ oder gar „Oberingenieur der deutschen Seele“. In den 1970er Jahren machte Ferenczy für Jahreshonorare in der Größenordnung von 800.000–1.000.000 Schweizer Franken den „PR-Abschirmer“ der Familie des Milliardärs Friedrich Karl Flick.
Anfang der 1980er Jahre hielt Ferenczy 49 Prozent des Gruenwald-Verlags, der Rest lag bei Bertelsmann. In diesem veröffentlichte er 1980 Franz Josef Strauß’ Werk „Gebote der Freiheit“. Seine eigenen Autoren rechnete Ferenczy Anfang der 1980er über die Ferenczy Verlag AG in Zürich ab, was zu Ermittlungen deutscher Finanzbehörden führte. Nach Informationen des Spiegel erhielt Ferenczy 1994 circa 336.000 Mark, um „Kohl-müde Ostwähler für die Regierungspolitik zu begeistern und den Prozeß der Vereinigung zu begleiten“. In den 1990er Jahren erhielt Ferenczy jährlich rund eine Million Mark von Unternehmen sowie 25 Prozent von den Honoraren seiner Schreiber. Andy Warhol porträtierte ihn.
Im Jahr 2000 stellte Ferenczy, nachdem Partnerschaften mit Moritz Hunzinger (Hunzinger Information AG) und dem Unternehmer Erich Lejeune gescheitert waren, Jürgen Ströbel (Best of Media) als neuen Partner für die Leitung seiner Agentur vor. 2001 ging die Partnerschaft nach einer Auseinandersetzung im Streit zu Ende. In der Folge berichtete der Spiegel über Altschulden in zweistelliger Millionenhöhe. 2001 schließlich beantragte die Ferenczy Mediahaus GmbH & Co KG beim Amtsgericht München mit Wirkung vom 16. August vorläufige Insolvenz.
Ferenczy hatte mit seiner Ehefrau Katharina (1921–2010) zwei Söhne: Csaba starb 1993 nach einer Magenblutung, Andreas 1996 nach einem Herzinfarkt – beide wurden nur 52 Jahre alt. Im Mai 2010 musste Ferenczy – krank und im Rollstuhl – von seiner Frau Katharina Abschied nehmen, mit der er 60 Jahre lang verheiratet gewesen war. Im Dezember des Jahres erfolgte, in Antizipation des Zwangs-Auszugs aus seiner Grünwalder Villa, die Versteigerung seiner verbliebenen Habseligkeiten. Josef von Ferenczy starb mit 92 Jahren am 29. Mai 2011 im Grünwalder Altenheim Römerschanz. Er wurde auf dem Waldfriedhof Grünwald beigesetzt. Josef von Ferenczy sagte über sich selbst gerne, er sei ein „leidenschaftlicher Ungar, treuer Deutscher und begeisterter Europäer“.
Ein „y“ am Namensende kann im Ungarischen einen Adelstitel nahelegen. Dies ist jedoch unsicher und nach einem Bericht des Spiegel von 1962 handelt es sich lediglich um einen Künstlernamen.

## Unternehmen
1957 gründete von Ferenczy seine erste Medienagentur, die Ferenczy-Presseagentur (FPA), die später mit dem Zusammenschluss von 18 Unternehmen in der Ferenczy Media GmbH aufging. 1994 gründete er den Freundeskreis „Honvédarmee und Gesellschaft“ in Budapest, 1994 ALFA-TV, 1996 die Ferenczy Media Holding AG mit Sitz in München.
In einer Fallstudie bezeichnete der Kölner Soziologe und Medienwissenschaftler Alphons Silbermann die unternehmerischen Aktivitäten von Ferenczys als Beispiel für eine „offene und flexible Unternehmenshaltung“.

## Auszeichnungen
- 1979: Großes Silbernes Ehrenzeichen für Verdienste um die Republik Österreich[19]
- 1986: Großes Bundesverdienstkreuz
- Bayerischer Verdienstorden
- Medaille „München leuchtet – den Freunden Münchens“[20]